# Frankolin rudoskrzydły
Frankolin rudoskrzydły (Scleroptila levaillantii) – gatunek średniej wielkości afrykańskiego ptaka z rodziny kurowatych (Phasianidae). Osiadły.

## Systematyka
Międzynarodowy Komitet Ornitologiczny (IOC) wyróżnia trzy podgatunki S. levaillantii:
- S. levaillantii kikuyuensis – wschodnia Demokratyczna Republika Konga do zachodnio-środkowej Kenii na południe do Angoli i Zambii.
- S. levaillantii crawshayi – północne Malawi.
- S. levaillantii levaillantii – Zimbabwe, wschodnia RPA.

Ważność podgatunku crawshayi bywa kwestionowana.

## Morfologia
Wygląd zewnętrzny: Ptak o pokroju zbliżonym do kuropatwy. Od pokrewnych gatunków odróżnia się rdzawym paskiem ciągnącym się wzdłuż boku szyi oraz czarno-białym „krawatem”.
Rozmiary: długość ciała: ok. 33 cm.
Masa ciała samiec: 396–567 g, samica 354–454 g.

## Występowanie

### Środowisko
Wilgotne, wyżej położone tereny trawiaste, zarośla i skraje lasów.

### Zasięg występowania
Tworzy wiele oddzielnych populacji na terenie środkowej i południowej Afryki.

## Pożywienie
W pokarmie dominują bulwy i cebulki, głównie gatunków z rodziny amarylkowatych i kosaćcowatych. Uzupełnieniem diety są bezkręgowce.

## Rozród
Gatunek najprawdopodobniej monogamiczny.
Gniazdo to płytkie zagłębienie w ziemi wysłane trawą, liśćmi i tym podobnym materiałem.
Okres lęgowy zależy od regionu, na południu zasięgu niemal przez cały rok.
Jaja: znosi 3–12 jaj.

## Status, zagrożenie i ochrona
Status według kryteriów Czerwonej księgi gatunków zagrożonych IUCN: gatunek najmniejszej troski (LC – least concern). Trend liczebności populacji uznaje się za stabilny.